# Ядов, Владимир Александрович
Влади́мир Алекса́ндрович Я́дов (25 апреля 1929, Ленинград — 2 июля 2015, Москва) — советский и российский социолог. Доктор философских наук, профессор.

## Биография
Окончил философский факультет ЛГУ имени А. А. Жданова.
Защитил диссертацию на соискание учёной степени кандидата философских наук по теме «Идеология как форма духовной деятельности общества» (1958; опубликована в 1961).
В конце 1950-х годов организовал лабораторию социологических исследований при ЛГУ, которая впервые в СССР стала изучать трудовую мотивацию и ценностные ориентации.
В 1968 году защитил диссертацию на соискание учёной степени доктора философских наук по теме «Методологические проблемы конкретного социологического исследования».
С 1988 по 2000 — директор Института социологии РАН. С 2000 года — декан факультета социологии Государственного академического университета гуманитарных наук.
Супруга — доктор педагогических наук Люция (Людмила) Лесохина (1928—1995).

## Научная деятельность

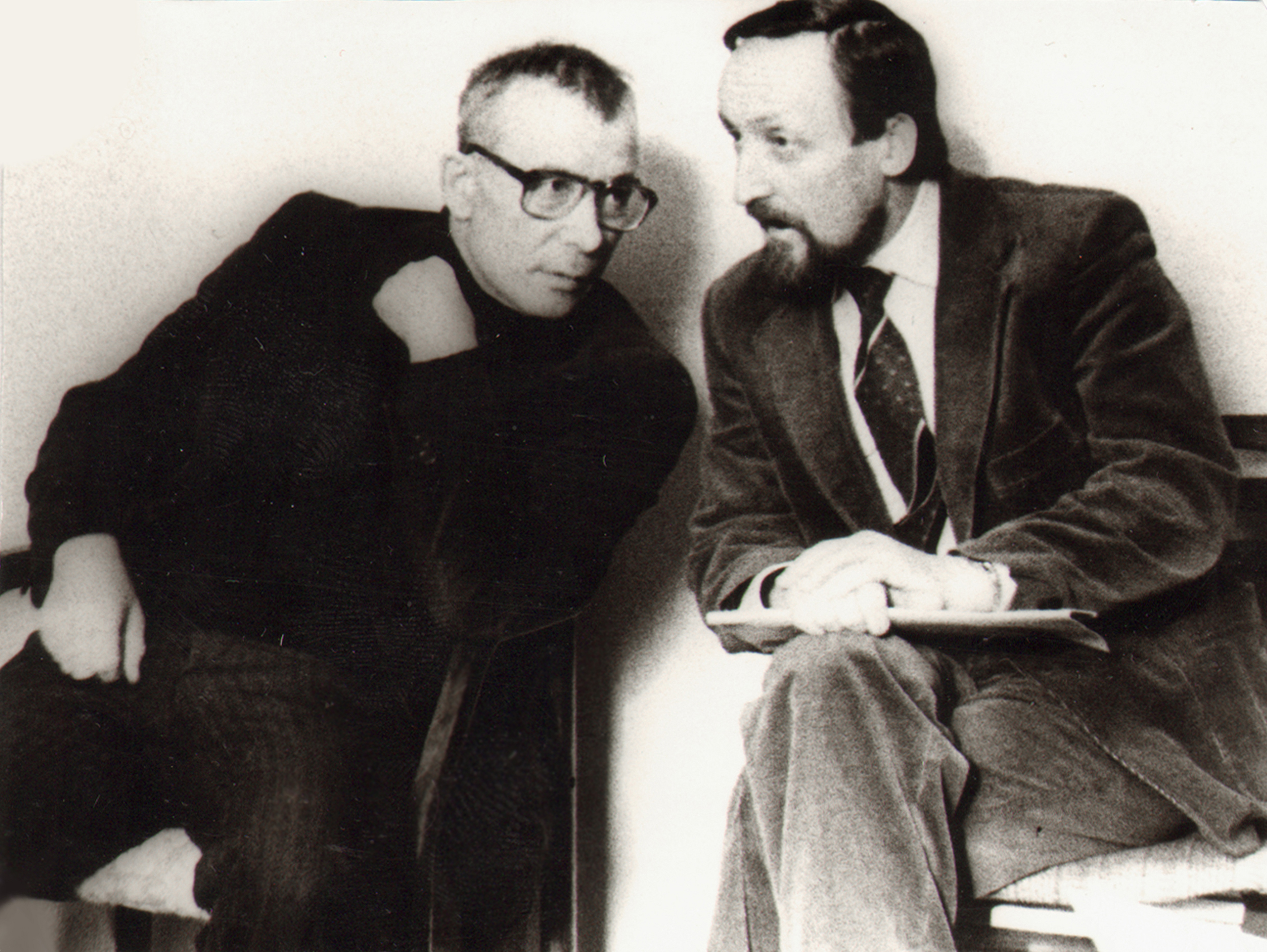
В. А. Ядов и Б. Д. Парыгин (1982)

Ведущий российский социолог, специалист в области социологии труда и экономической социологии, автор первого в России учебника по методологии социологического исследования: «Стратегия социологического исследования». Этот учебник до сих пор является базовым для социологических факультетов в России.
Занимал руководящие посты в Международной социологической ассоциации, Международном институте социологии, Европейской ассоциации экспериментальной психологии, возглавлял Российское общество социологов, Институт социологического образования Российского центра гуманитарного образования, работал в качестве эксперта международных и российских научных фондов, председателя диссертационного совета, члена Высшего аттестационного комитета РФ. Почётный доктор Самарского, Харьковского, Хельсинкского, Тартуского университетов, Института социологии РАН.
Главный редактор «Социологического журнала». Член международного редакционного совета журналов «Личность. Культура. Общество», «Вестник Института социологии». Член Международного Консультативного совета журнала «Социологическая наука и социальная практика», редакционных советов журналов «Социология: методология, методы и математическое моделирование» («Социология: 4М») и «Коммуникология», член редакционной коллегии «ИНТЕР».
Больше о научных достижениях Ядова В. А. в статье.

## Научные труды
С некоторыми работами Ядова В. А. можно ознакомиться на официальном сайте Института социологии РАН (ко многим из них есть полный текст).

### Монографии
- Идеология как форма духовной деятельности общества. — Л.: Изд. ЛГУ, 1961.
- Тайна лжи. Заметки о теории и методах буржуазной пропаганды. — М.: Политиздат, 1963.
- Методология и процедуры социологических исследований. — Тарту, 1968.
- Социологическое исследование. Методология. Программа. Методы. — М., 1972.
- Социологические методы исследования клубной работы. — М., 1986.
- Социологическое исследование. Методология. Программа. Методы. — М.: Наука, 1987.
- Социологическое исследование. Методология. Программа. Методы. — Самара, 1995.
- Ядов В. А., Семенова В. В. [soc.lib.ru/su/565.rar «Стратегия социологического исследования»]. — М., 1998, 1999, 2000.
- Человек и его работа в СССР и после / Учебное пособие для вузов. — 2-е изд., испр. и доп. — М.: Аспект Пресс, 2003. — 485 с.
- Стратегия социологического исследования. Описание, объяснение, понимание социальной реальности / В. А. Ядов. — 3-е изд., испр. — М.: Омега-Л, 2007. — 567 с. — ISBN 5-365-00446-9, ISBN 978-5-365-00446-7.
- Саморегуляция и прогнозирование социального поведения личности
- Современная теоретическая социология как концептуальная база исследования российских трансформаций: Курс лекций для студентов магистратуры по социологии. — Изд. второе, испр. и доп. — СПб.: Интерсоцис, 2009. — 138 с. («Социополис»: Библиотека современного социогуманитарпого знания).

### Статьи
- Беляева Л. А., Давыдов А. А., Данилов А. Н., Докторов Б. З., Лапин Н. И., Левашов В. К., Немировский В. Г., Тихонов А. В., Толстова Ю. Н., Тощенко Ж. Т., Ядов В. А. Судьбы и перспективы эмпирической социологии // Социологические исследования. — 2005. — № 10. — С. 3-21.
- Ядов В. А. Трансформация постсоветских обществ: что более значимо — исторически традиционное или недавнее прошлое // Социологические исследования. 2014. № 7, C. 47-50.
- Ядов В. А. Поздравление в адрес юбиляра; Информация о профессиональной деятельности и список основных книг О. Н. Яницкого // Социологический журнал. 2013. № 2. С. 158—161.
- Ядов В. А. Каким мне видится будущее социологии // Социологические исследования. 2012. № 4. С. 3.
- Ядов В. А. Свидетельствую: Геннадий Батыгин был соорганизатором Института социологии // Социологический журнал. 2011. № 1. С. С. 128—130.
- Ядов В. А. Всемирный социологический конгресс в Гётеборге — событие, требующее осмысления и действий сообщества социологов // Социологический журнал. 2010. № 3. С. 163—168.
- Ядов В. А. К вопросу о макро-микро дилемме в социологии // Социологический журнал. 2009. № 1. С. 145—154.
- Ядов В. А. К дискуссии о макро-микро дилемме в социологии // Социологический журнал. 2009. № 2. С. 128—130.
- Ядов В. А. Феномен Фирсова // Социологический журнал. 2009. № 2. С. 135—136.
- Ядов В. А. Какие теоретические подходы полезны для понимания и объяснения социальных реалий российского общества и России? // Россия реформирующаяся: Ежегодник — 2010. Выпуск 9. — М.: Новый Хронограф, 2010. — С. 20-23.
- Ядов В. А. Нужна ли сегодня национальная русская социология? // Россия реформирующаяся. Ежегодник / Отв. Ред. М. К. Горшков. — Вып.7. — М.: Институт социологии РАН, 2008. — С. 16-23.
- Ядов В. А. Прости меня, Юра // Социологический журнал. 2008. № 2. С. 147—149.
- Заславская Т. И., Ядов В. А. Социальные трансформации в России в эпоху глобальных изменений // Социологический журнал. 2008. № 4. С. 8-22.
- Ядов В. А. Энциклопедист и просветитель: к восьмидесятилетию Игоря Семеновича Кона // Социологический журнал. 2008. № 2. С. 161—164.
- Ядов В. А. Для чего нужна сегодня национальная русская социология? // Социологические исследования. 2008. № 4.
- Ядов В. А. (Вехи истории. 1988—2000) // Социологические исследования. 2008. № 6.
- Щербакова И. В., Ядов В. А. Культура предупредительного поведения в большом городе: Опыт видеонаблюдения пассажиров у дверей метро Будапешта, Москвы, Нижнего Новгорода и Санкт-Петербурга // Социологический журнал. 2007. № 4. С. 138—148.
- Данилова Е. Н., Ядов В. А. Россияне и поляки в условиях общественных перемен (недоступная ссылка) // Социологические исследования. 2007. № 7.
- Ядов В. А. Теоретико-концептуальные объяснения «посткоммунистических» трансформаций // Россия реформирующаяся. Ежегодник / Отв. Ред. М. К. Горшков. — Вып.6. — М.: Институт социологии РАН, 2007. С. 12-23.
- Ядов В. А. По поводу статьи А. И. Малинкина // Социологические исследования. 2006. № 8.
- Ядов В. А. Размышления по случаю юбилея журнала // Социология: методология, методы, математическое моделирование. 2005. № 20. С. 5-9.
- Ядов В. А. К юбилею Владимира Александровича Ядова // Социологический журнал. 2004. № 1-2. С. 209—217.
- Ядов В. А. Правда ли, что Галине Михайловне Андреевой 80 лет? // Социологический журнал. 2004. № 1-2. С. 206—208.
- Данилова Е. Н., Ядов В. А. Нестабильная социальная идентичность как норма современных обществ // Социологические исследования. 2004. № 10.
- Ядов В. А. «Посткоммунистические» трансформации с позиций современных теорий // Россия реформирующаяся: Ежегодник — 2004 / Отв. ред. Л. М. Дробижева. — М.: Институт социологии РАН, 2004. С. 346—355.
- Климова С. Г., Клемент К. М., Ядов В. А. Практики узаконенных и неформальных правил трудовых отношений на российских предприятиях. Плюсы и минусы.// Россия реформирующаяся: Ежегодник −2003 /Отв. ред. Л. М. Дробижева — М.: Институт социологии РАН, 2003. С.93-126.
- Ядов В.А. Некоторые социологические основания для предвидения будущего российского общества// Россия реформирующаяся / Под редакцией Л. М. Дробижевой. — Academia, 2002. С. 349—363.
- Лапин Н. И., Осадчая Г. И., Ядов В. А. Опыт интеграции социологического образования в вузе и научных исследований // Социологические исследования. 2002. № 2.
- Ядов В. А. «Господа, думайте о социальных следствиях проводимых реформ!» // Социологические исследования. 2002. № 5.
- Ядов В. А. А все же умом Россию понять можно // Россия трансформирующееся общество / Под редакцией В. А. Ядова. — М.: Издательство «КАНОН-пресс-Ц», 2001. C. 9-20.
- Ядов В. А. Использование опыта зарубежных университетов в Центре социологического образования Института социологии РАН // Социологический журнал. 2001. № 1. С. 163—172.
- Ядов В. А. Структура и побудительные импульсы социально-тревожного сознания // Социологический журнал. 1997. № 3. С. 77-91.
- Ядов В. А. Реплика уважаемому оппоненту // Социологический журнал. 1996. № 1-2. С. 89-92.
- Ядов В. А. Два рассуждения о теоретических предпочтениях // Социологический журнал. 1995. № 2. С. 70-72.
- Ядов В. А. Куда идет российская социология? // Социологический журнал. 1995. № 1. С. 5-9.
- Ядов В. А. Социальные и социально-психологические механизмы формирования социальной идентичности личности // Мир России. 1995. № 3-4.
- Ядов В. А. Социальные и социально-психологические механизмы формирования социальной идентичности личности // Мир России. 1995. № 3-4.
- Ядов В. А. Возможности совмещения теоретических парадигм в социологии // Социологический журнал. 2003. № 3. С. 5-20.
- Ядов В. А., Мешкова Е. Г. К итогам XIII Всемирного социологического конгресса // Социологический журнал. 1994. № 4. С. 197—198.
- Ядов В. А. Социальная идентификация в кризисном обществе // Социологический журнал. 1994. № 1. С. 35-52.
- Ядов В. А. Стратегии и методы качественного анализа данных // Социология: методология, методы, математическое моделирование. 1991. № 1. С. 14-31.

### Составление и научная редакция
- Как люди делают себя. Обычные россияне в необычных обстоятельствах: концептуальное осмысление восьми наблюдавшихся случаев / Под общ. ред. В. А. Ядова, Е. Н. Даниловой, К. Клеман. — М.: Логос, 2010. — 388 с. ISBN 978-5-98704-521-3
- Россияне и поляки на рубеже веков. Опыт сравнительного исследования социальных идентификаций (1998—2002 гг.)/ Сост. Е. Н. Данилова, О. Оберемко, В. А. Ядов. — СПб: Издательство РХГА. 2006. −352 с. ISBN 5-88812-2351
- Россияне и китайцы в эпоху перемен: Сравнительное исследование в Санкт-Петербурге и Шанхае начала XXI века / Под общ. ред. Е. Н. Даниловой, В. А. Ядова, Пан Давэя. — М.: Логос, 2012. — 452 с. ISBN 978-5-98704-699-9
- Саморегуляция и прогнозирование социального поведения личности : Диспозиционная концепция. 2-е расширенное изд. — М. : ЦСПиМ, 2013. — 376 с. ISBN 978-5-906001-04-7